# Феррери, Хуан
Хуан Феррери (исп. Juan Ferreri; род. 30 июля 1970, Флорида) — уругвайский футболист, полузащитник.

## Биография
Свою карьеру начал в клубе «Дефенсор Спортинг», дебютировал за него 23 августа 1992 года. В январе 1995 года Феррери перешёл в шотландский «Данди Юнайтед», но в составе клуба сыграл лишь один матч, и позже вернулся обратно в «Дефенсор Спортинг», так как находился в аренде. Спустя пять месяцев после возвращения, Хуан был отдан в аренду на один год чилийскому «Мунисипаль Икике» из города Икике, а после возвращения из аренды, Феррери отыграл год за «Дефенсор Спортинг» и затем уехал в Китай, где в период с 1999 по 2000 год выступал за клубы «Тяньцзинь Тэда», «Ухань Гуаньгу» и «Сычуань Гуаньчэн».
В январе 2001 года Феррери подписал контракт с уругвайским «Ривер Плейт» из Монтевидео. В 2002 году вновь выступал за свой бывший клуб «Дефенсор Спортинг», позже выступал за клубы «Белья Виста», «Вилья Эспаньола», «Ривер Плейт», «Суд Америка», Рампла Хуниорс, «Белья Виста». В 2008 году его последним в карьере клубом стал «Атенас».
В национальной сборной Уругвая дебютировал 13 октября 1993 года. Второй и последний матч провёл в 1998 году.

## Титулы
- Чемпион Уругвая (1): 1991
- Победитель Лигильи (2): 1991, 1992
- Чемпион Чили в Примере B (1): 1997